# Blood on the Dance Floor (bài hát)
"Blood on the Dance Floor" là một bài hát của nghệ sĩ thu âm người Mỹ Michael Jackson nằm trong album phối lại của ông Blood on the Dance Floor: HIStory in the Mix (1997). Nó được phát hành như là đĩa đơn đầu tiên trích từ album vào ngày 21 tháng 3 năm 1997 bởi Epic Records. Bài hát được viết lời và sản xuất bởi Jackson và Teddy Riley và là một trong năm bản thu âm mới cho album phối lại này. Ban đầu, nó được sáng tác trong quá trình thực hiện album phòng thu thứ tám của nam ca sĩ Dangerous (1991) nhưng đã không được chọn vào danh sách bài hát cuối cùng của nó. Bài hát là sự kết hợp giữa nhiều thể loại khác nhau như dance, funk và new jack swing, với nội dung đề cập đến một nữ tướng cướp tên Susie, người đã quyến rũ Jackson trước khi âm mưu sát hại ông bằng một con dao.
"Blood on the Dance Floor" nhận được những đánh giá trái chiều từ các nhà phê bình âm nhạc, trong đó họ so sánh nó với âm nhạc của Dangerous. Ngoài ra, họ cũng giành nhiều sự chú ý đến giai điệu hung hăng của bài hát và phong cách giọng hát của Jackson, sự đa dạng về thể loại nhạc cũng như nội dung trữ tình của nó. Về mặt thương mại, bài hát đã lọt vào top 10 ở hầu hết các bảng xếp hạng thuộc khu vực châu Âu, bao gồm vị trí quán quân ở Đan Mạch, Ý, New Zealand, Tây Ban Nha và Vương quốc Anh, nơi nó trở thành đĩa đơn quán quân thứ 7 của Jackson tại đây. Tuy nhiên, "Blood on the Dance Floor" chỉ có thể vươn đến vị trí thứ 42 trên bảng xếp hạng Billboard Hot 100, trong đó nguyên nhân được giới phê bình chỉ ra là do sự quảng bá có phần "hời hợt" cho album tại khu vực Bắc Mỹ cũng như thái độ của công chúng tại đây đối với cuộc sống riêng tư của nam ca sĩ đã lấn át sự quan tâm đối với âm nhạc của ông.
Video ca nhạc của bài hát được đồng đạo diễn bởi Jackson và Vincent Paterson và ra mắt lần đầu tiên trên Top of the Pops ở Vương quốc Anh vào ngày 28 tháng 3 năm 1997, trong đó tập trung vào việc một cô gái tên Susie đã quyến rũ Jackson trên sàn nhảy. Phiên bản "Refugee Camp Mix" của "Blood on the Dance Floor" đã được sử dụng trong phiên bản phát hành của bộ sưu tập video HIStory on Film, Volume II và Michael Jackson's Vision, trong khi bản gốc đã xuất hiện trên tuyển tập video Number Ones, với một số cảnh chưa từng phát hành trước đó. Đây là bài hát duy nhất từ album phối lại được trình diễn trong chuyến lưu diễn HIStory World Tour (1996-1997) vào một số ngày nhất định.

## Danh sách bài hát
| Đĩa đơn tại Anh quốc #1 1. "Blood on the Dance Floor" – 4:11 2. "Blood on the Dance Floor" (TM's Switchblade Mix) – 8:39 3. "Blood on the Dance Floor" (Refugee Camp Mix) – 5:27 4. "Blood on the Dance Floor" (Fire Island Vocal Mix) – 8:57 5. "Blood on the Dance Floor" (Fire Island Dub) – 8:55 Đĩa đơn tại Anh quốc #2 1. "Blood on the Dance Floor" – 4:11 2. "Blood on the Dance Floor" (TM's Switchblade Mix) – 8:39 3. "Blood on the Dance Floor" (Fire Island Vocal Mix) – 8:57 4. "Dangerous" (Roger's Dangerous Club Dance Mix) - 6:55 Đĩa đơn tại Mỹ 1. "Blood on the Dance Floor" – 4:11 2. "Blood on the Dance Floor" (TM's Switchblade chỉnh sửa) – 3:22 3. "Blood on the Dance Floor" (Refugee Camp chỉnh sửa) – 3:19 4. "Blood on the Dance Floor" (Fire Island Vocal Mix) – 8:57 5. "Blood on the Dance Floor" (TM's Switchblade Mix) – 8:39 6. "Dangerous" (Roger's Dangerous Club Dance Mix) - 6:55 Đĩa 12" The Dub 1. "Blood on the Dance Floor" (T&G Pool of Blood Dub) – 7:34 2. "Blood on the Dance Floor" (Refugee Camp Dub) – 3:38 3. "Blood on the Dance Floor" (Fire Island Dub) – 8:55 4. "Blood on the Dance Floor" (acapella) – 3:01 | Đĩa 12" quảng bá tại Anh quốc 1. "Blood on the Dance Floor" (TM's O-Positive Dub) – 7:00 2. "Blood on the Dance Floor" (Fire Island Dub) – 8:55 3. "Dangerous" (Roger's Dangerous Club Dance Mix) - 6:55 4. "Dangerous" (Roger's Rough Dub) - 6:57 EP trên iTunes 1. "Blood on the Dance Floor" – 4:11 2. "Blood on the Dance Floor" (TM's Switchblade chỉnh sửa) – 3:22 3. "Blood on the Dance Floor" (Refugee Camp chỉnh sửa) – 3:19 4. "Dangerous" (Roger's Dangerous chỉnh sửa) - 4:41 Đĩa đơn tại châu Âu 1. "Blood on the Dance Floor" – 4:11 2. "Blood on the Dance Floor" (Fire Island Vocal Mix) – 8:57 3. "Blood on the Dance Floor" (TM's Switchblade Mix) – 8:39 4. "Dangerous" (Roger's Dangerous Club Dance Mix) - 6:55 Đĩa đơn Visionary - CD: 1. "Blood on the Dance Floor" – 4:14 2. "Blood on the Dance Floor" (Fire Island Vocal Mix) – 8:55 - DVD: 1. "Blood on the Dance Floor" (video ca nhạc) – 4:15 |

## Xếp hạng
| Bảng xếp hạng (1997)                     | Vị trí cao nhất |
| ---------------------------------------- | --------------- |
| Úc (ARIA)                                | 5               |
| Áo (Ö3 Austria Top 40)                   | 9               |
| Bỉ (Ultratop 50 Flanders)                | 11              |
| Bỉ (Ultratop 50 Wallonia)                | 11              |
| Canada (Soundscan)                       | 4               |
| Đan Mạch (Tracklisten)                   | 1               |
| Châu Âu (European Hot 100 Singles)       | 2               |
| Phần Lan (Suomen virallinen lista)       | 2               |
| Pháp (SNEP)                              | 10              |
| Đức (Official German Charts)             | 5               |
| Ireland (IRMA)                           | 5               |
| Ý (Musica e dischi)                      | 1               |
| Hà Lan (Dutch Top 40)                    | 4               |
| Hà Lan (Single Top 100)                  | 7               |
| New Zealand (Recorded Music NZ)          | 1               |
| Na Uy (VG-lista)                         | 2               |
| Romania (Romanian Top 100)               | 4               |
| Scotland (OCC)                           | 4               |
| Thụy Điển (Sverigetopplistan)            | 2               |
| Thụy Sĩ (Schweizer Hitparade)            | 5               |
| Anh Quốc (OCC)                           | 1               |
| Anh Quốc R&B (OCC)                       | 1               |
| Hoa Kỳ Billboard Hot 100                 | 42              |
| Hoa Kỳ Dance Club Songs (Billboard)      | 20              |
| Hoa Kỳ Hot R&B/Hip-Hop Songs (Billboard) | 19              |
| Hoa Kỳ Pop Airplay (Billboard)           | 38              |
| Hoa Kỳ Rhythmic (Billboard)              | 24              |
| Bảng xếp hạng (2006)                     | Vị trí cao nhất |
| Tây Ban Nha (PROMUSICAE)                 | 1               |

| Bảng xếp hạng (1997)                 | Vị trí |
| ------------------------------------ | ------ |
| Australia (ARIA)                     | 76     |
| Belgium (Ultratop 50 Flanders)       | 75     |
| Belgium (Ultratop 50 Wallonia)       | 68     |
| Europe (European Hot 100)            | 53     |
| Germany (Official German Charts)     | 92     |
| Italy (Hit Parade)                   | 30     |
| Netherlands (Dutch Top 40)           | 96     |
| New Zealand (Recorded Music NZ)      | 33     |
| Sweden (Sverigetopplistan)           | 97     |
| Switzerland (Schweizer Hitparade)    | 41     |
| UK Singles (Official Charts Company) | 69     |

## Chứng nhận
| Quốc gia                                                                           | Chứng nhận | Số đơn vị/doanh số chứng nhận |
| ---------------------------------------------------------------------------------- | ---------- | ----------------------------- |
| Úc (ARIA)                                                                          | Vàng       | 35.000^                       |
| Đức (BVMI)                                                                         | Vàng       | 250.000^                      |
| New Zealand (RMNZ)                                                                 | Vàng       | 5,000*                        |
| * Chứng nhận dựa theo doanh số tiêu thụ. ^ Chứng nhận dựa theo doanh số nhập hàng. |            |                               |